# Popinniemi
Popinniemi est un quartier de Kotka en Finlande.

## Présentation
Popinniemi est un quartier de l'est de Kotka sur la côte du golfe de Finlande.
Le parc immobilier de Popinniemi se compose principalement de maisons individuelles construites entre les deux guerres mondiales. 